# تیوزدی نایت
تیوزدی نایت (انگلیسی: Tuesday Knight؛ زادهٔ ۱۷ فوریهٔ ۱۹۶۹) هنرپیشه و خواننده اهل ایالات متحده آمریکا است. از فیلم‌هایی که وی در آن نقش داشته‌است، می‌توان به معشوقه، پرستار بچه، دروغ‌گفتن در آمریکا و اودسا کوچک اشاره کرد.